# NGC 5156
NGC 5156 é uma galáxia espiral barrada (SBb) localizada na direcção da constelação de Centaurus. Possui uma declinação de -48° 55' 00" e uma ascensão recta de 13 horas, 28 minutos e 44,2 segundos.
A galáxia NGC 5156 foi descoberta em 31 de Março de 1835 por John Herschel.